# Conclave
Ne doit pas être confondu avec Conclave (film).
Le conclave (mot dérivé du latin cum et clave, littéralement « avec clé » et désignant en latin classique une « pièce fermée à clef ») est, pour l'Église catholique, le lieu où sont enfermés les cardinaux rassemblés pour élire le pape pendant la période de vacance du siège pontifical. Par extension, il désigne aussi le Collège des cardinaux lui-même et son travail. 
Cet enfermement trouve son origine dans diverses ingérences politiques auxquelles a mis fin le décret du pape Grégoire X lors du deuxième concile de Lyon en 1274. Depuis cette date, les cardinaux électeurs doivent rester dans l'isolement et ne pas être autorisés à sortir tant qu'un nouveau pontife n'aura pas été élu. Depuis 1878, le conclave se déroule dans la chapelle Sixtine, au Vatican.
Le dernier conclave, qui élit le successeur de François, mort le 21 avril 2025, a débuté le 7 mai 2025 et a pris fin le 8 mai 2025, par l'élection de Léon XIV. Le conclave précédent avait eu lieu en 2013, avec l'élection du pape François, succédant à Benoît XVI.

## Histoire

### Moyen Âge

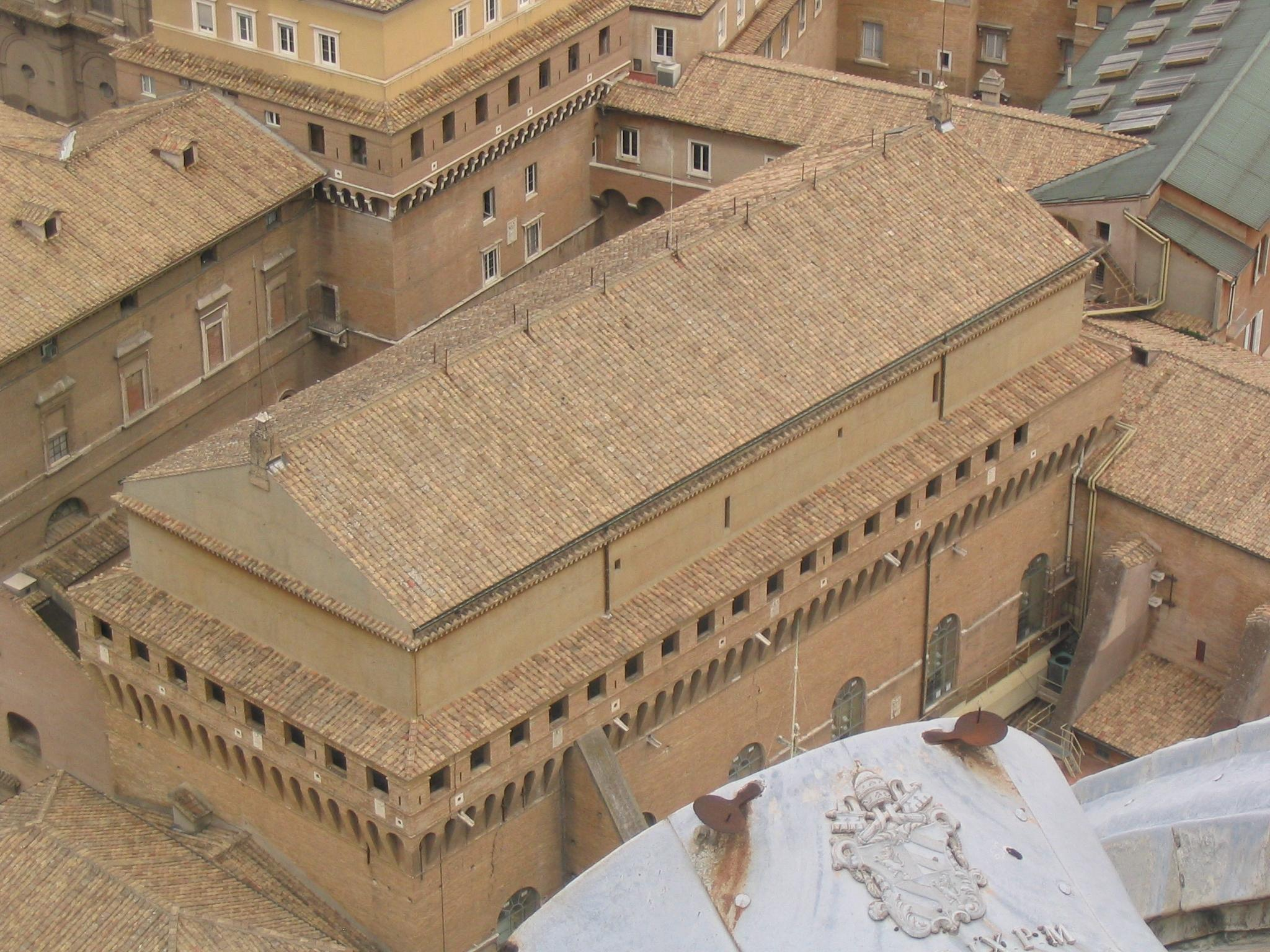
Le conclave de 1492 est le premier à s'être tenu dans la chapelle Sixtine, lieu de tous les conclaves depuis 1878.

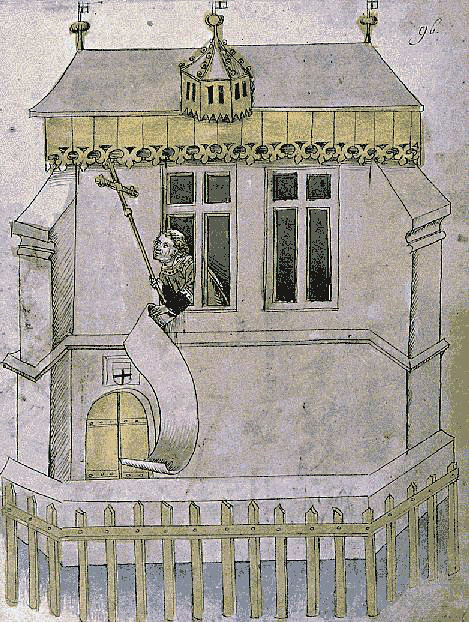
Habemus papam au concile de Constance le 11 novembre 1417.

Le processus du choix du pape avant 1059 est peu connu, la documentation étant fragmentaire et peu fiable, tel le Liber Pontificalis, compilation de sources se basant en grande partie sur des légendes. De plus, la prééminence de l'évêque de Rome ne se manifeste que lentement au cours du Moyen Âge. Au début du christianisme, selon la tradition d'après les plus anciennes sources romaines à ce sujet et qui datent du Ve siècle, le premier évêque de Rome l'apôtre Pierre choisit ses successeurs les papes Lin, Anaclet et Clément Ier. L’élection de l'évêque de Rome se fait par la suite par les membres de l'ἐκκλησία / ekklēsía, l'assemblée des fidèles (clergé et peuple de la ville, avec en plus les évêques suburbicaires). À partir du Ve siècle, le corps électoral se restreint aux grands laïcs et dignitaires cléricaux mais, au gré de l'emprise du pouvoir temporel sur le spirituel, la nomination du pape est soumise à l'approbation des grands princes (l'empereur romain, puis les empereurs byzantins, voire les rois barbares) par laquelle ces princes sanctionnent après coup le résultat du scrutin. Le concile de Latran en 769 retire l'élection du pape aux laïcs et impose à l’élu d'être prêtre ou diacre, ce qui n'empêche pas les traditionnelles ingérences des empereurs.
Le 13 avril 1059, le pape Nicolas II, dans le but d'éviter ces ingérences, promulgue une bulle pontificale, In nomine Domini, décrétant que le pape est désormais élu par les seuls cardinaux-évêques, que l'approbation impériale est abolie et que son élection marque le début de son pontificat. En 1179, le décret d’Alexandre III lors du troisième concile du Latran étend cette prérogative à l'ensemble des cardinaux qui élisent le pape à la majorité des deux tiers des voix.
Depuis le Moyen Âge, les modalités du conclave ont évolué sous les différents papes, le canon 24 du quatrième concile du Latran en 1215 prévoyant trois types d’élection: par « inspiration » ou acclamation (les cardinaux, sans concertation, spontanément acclament l'un des leurs comme pape), par « compromis » (lorsque l'élection tarde, les cardinaux délèguent à une commission d’arbitres — le plus souvent composée de trois cardinaux — le soin de désigner un candidat et s'engagent à voter pour lui) et par vote à « bulletin secret ».
La bulle pontificale Ubi periculum, promulguée par le pape Grégoire X lors du deuxième concile de Lyon le 7 juillet 1274, établit le conclave comme méthode d'élection d'un pape. Cette mesure est prise à la suite de l'élection mouvementée de Grégoire X, en 1271, qui avait duré près de 3 ans, et s'était tenue à Viterbe. Au bout de 2 ans et 9 mois, les autorités romaines avaient emmuré les cardinaux, ôté le toit de la salle où ils se réunissaient et menacé de les affamer pour les pousser à la résolution. Les cardinaux déléguèrent alors cette décision à une commission de six membres, aboutissant à une élection par « compromis ». En réalité, cette mesure avait déjà été prise auparavant, comme en 1241 par le sénateur Matteo Orsini et en 1254 par le podestà Bertolino Tavernieri, l'élection ayant lieu à cette époque dans la ville où était mort le pape. Pour éviter de nouvelles élections à rallonge, Grégoire X décide ainsi de garder le principe de l'enfermement. Il y ajoute de nouvelles restrictions : au bout de 5 jours de conclave, les cardinaux sont réduits au pain, au vin et à l'eau, ils doivent vivre en commun sans séparation dans la pièce — ce qui provoque un tollé parmi les cardinaux, mesures qui seront modifiées par la suite.
Le conclave de janvier 1276, qui met sur le trône de Saint-Pierre le pape Innocent V, est la première élection à employer le terme de « conclave », en raison des circonstances dans lesquelles elle se déroule. En juillet 1276, Jean XXI suspend les mesures de Grégoire X et les vacances longues du siège pontifical reprennent, jusqu'à ce que Boniface VIII réinstaure le Ubi periculum. Depuis lors, toutes les élections pontificales ont eu lieu en conclave.

### Temps modernes
À partir du XVIe siècle, en même temps que débute un conclave, apparait, dans un premier temps à Rome puis dans toute l'Italie, des pratiques parieuses structurées enserrant la vacance du trône pontifical. Il est aussi aisé que fréquent de parier de sommes d'argent sur le futur pape, grâce à un système de courtiers adossés aux banques romaines.
En 1621, sous le pontificat de Grégoire XV, le vote à bulletins secrets est définitivement instauré, bien qu'il ait déjà été mis en avant auparavant (notamment lors du quatrième concile du Latran, en 1215).

### Époque contemporaine
Jusqu'à la constitution apostolique Commissum nobis du 20 janvier 1904 de Pie X, le droit d'exclusive est régulièrement employé par la France, l'Espagne et l'Autriche, ces États catholiques utilisant leur droit de veto pour exclure leurs candidats respectifs. Le jus exclusivæ est supprimé en 1904 mais les ambassades continuent d'intervenir activement pour soutenir l'élection de leur favori, le secret des scrutins leur étant dévoilés par les conclavistes. Par cette même constitution, Pie X impose que l'élection soit secrète, et que les cardinaux gardent le silence sur ses circonstances, sous peine d'excommunication.
Depuis 1975, seuls les cardinaux de moins de 80 ans peuvent voter et le nombre de cardinaux électeurs est limité à cent vingt (le conclave de 2025 sera le premier conclave depuis l'introduction de la limite des 120 où il y aura plus de 120 cardinaux électeurs le jour où la papauté est devenue vacante). Depuis 1996, les cardinaux sont logés dans la résidence Sainte-Marthe. Depuis 2005, en plus de la fumée blanche censée indiquer que l'élection d'un nouveau pape a abouti, les cloches de la basilique Saint-Pierre sonnent, pour indiquer ce fait plus clairement. 
Au cours du XIXe siècle, les dirigeants de l'Église catholique se divisent entre réformateurs (ou politicante) et conservateurs (ou zelante), chacun de ces camps ayant son papabile. Cette division traverse tous les conclaves, toutefois pour éviter une division profonde, les cardinaux élisent le plus souvent un troisième candidat de compromis. Ainsi, le favori du conclave devient rarement pape (à l'exception de Pecci en 1878, Pacelli en 1939, Montini en 1963 et Ratzinger en 2005).
Le 22 février 1996, Jean-Paul II promulgue la constitution apostolique Universi Dominici gregis sur la vacance du siège apostolique et l'élection du pontife romain. Celle-ci fixe les modalités du conclave qui élit Benoît XVI à la suite de Jean-Paul II le 19 avril 2005 et reste en vigueur à ce jour. Dans l'article 75, Jean-Paul II avait prévu que si, au bout de 30 tours de scrutin, l'élection n'était pas encore acquise, on pourrait procéder à l'élection valide du Souverain Pontife seulement à la majorité absolue (la moitié des voix plus une) et non plus à la majorité des deux tiers exigée précédemment. Cependant par une lettre apostolique, en forme de motu proprio, intitulée De aliquibus mutationibus in normis de electione Romani Pontificus, du 11 juin 2007, le pape Benoît XVI a modifié cet article et supprimé cette clause, revenant ainsi pleinement aux normes édictées par le concile de Latran III en 1179 : la majorité des deux tiers doit être dans tous les cas obtenue pour élire validement un Souverain Pontife.

## Organisation

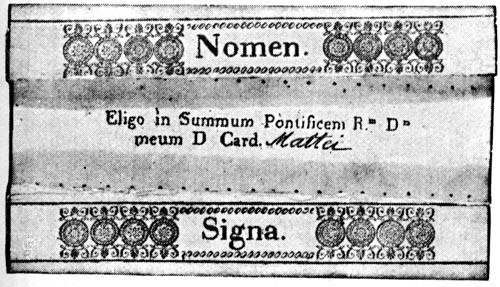
Bulletin de vote (conclave de 1878) sur lequel est déjà inscrite la formule « la » (« Je choisis pour souverain pontife le Très Révérend Seigneur, Monseigneur le Cardinal »). Le nom du cardinal Ruggero Antici Mattei apparaît. Depuis 1975, le format du bulletin ne comporte plus le la ni le la.

Selon la législation actuelle conformément au motu proprio Ingravescentem aetatem du 21 novembre 1970, seuls les cardinaux de moins de 80 ans sont admis au conclave, et leur nombre ne peut excéder 120. L'entrée en conclave débute 15 jours au moins, 20 jours au plus, après la mort ou le renoncement d'un pape ; néanmoins, depuis le motu proprio Normas Nonnullas du 22 février 2013, le conclave peut être convoqué avant ce délai de 15 jours si les cardinaux le décident lors des congrégations générales. Les cardinaux prêtent le serment de respecter le secret des délibérations et du vote (son non-respect est passible d'une excommunication latae sententiae (en)) et d'en accepter le résultat. Après le serment du dernier cardinal, le maître des célébrations prononce l'Extra omnes ! La discipline grégorienne est assouplie au cours des siècles et Universi Dominici gregis prévoit que les cardinaux électeurs séjournent pour la durée du conclave à la résidence Sainte-Marthe (Domus Sanctæ Marthæ), construite à cet effet dans l'enceinte de l'État de la Cité du Vatican, derrière la salle des audiences. Les électeurs ne sont reclus que dans la chapelle Sixtine, où ils procèdent aux votes d'élection. Officiellement, tout homme baptisé, adulte, non marié, vivant en règle avec l'Église, peut prétendre au pontificat, mais c'est généralement l'un des cardinaux membres du Collège cardinalice qui est élu, Urbain VI étant le dernier non-cardinal élu en 1378.
Avant l'ouverture du conclave, les cardinaux, qui n'ont pas le droit de voter pour eux, sont appelés à évoquer le futur de l'Église lors de Congrégations générales, pour préparer l'élection du nouveau pape qui sera élu lorsqu'il aura recueilli les deux tiers des votes. Le matin du premier jour du conclave est réservé à la célébration de la messe votive « Pro eligendo Papa » (« Pour l'élection du Pape ») dans la basilique Saint-Pierre à l'issue de laquelle les cardinaux se rendent en procession à la chapelle Sixtine. L'après-midi est consacré à l'entrée en conclave. Il est présidé par le doyen du Collège des cardinaux, qui traditionnellement est aussi l'évêque d'Ostie. S'il n'est plus électeur, il est remplacé par le vice-doyen ou, si celui-ci a aussi plus de 80 ans, par le cardinal-évêque le plus ancien. Neuf cardinaux (trois scrutateurs, trois infirmarii chargés d’aller recueillir le vote des cardinaux malades et trois réviseurs chargés de contrôler les bulletins) sont d'abord tirés au sort. Puis a lieu le premier scrutin (qui peut être remis au lendemain). Quand les cardinaux se rendent à la chapelle, ils s'y rendent en récitant la Litanie des saints. Lors de la remise du bulletin de vote, les cardinaux doivent lever de la main droite leur vote et prononcer la phrase « J'en appelle à témoin le Christ notre seigneur qui me jugera tandis que j'élis celui que j'estime digne d'être choisi par la volonté de Dieu. » À la suite de cela il dépose le bulletin dans une urne. Les jours suivants, on organise une session de vote le matin et une l'après-midi. Lors de chaque session ponctuée de prières prévues par l'Ordo rituum conclavis (texte liturgique expliquant l'ordre des rites du conclave), si les résultats d'un premier scrutin ne sont pas concluants, on procède immédiatement à un second scrutin, ce qui peut porter le nombre de scrutins quotidiens à 4. Les bulletins électoraux dépouillés sont à chaque session brûlés dans un poêle en fonte traditionnellement utilisé depuis l'élection de Pie XII en 1939. Si la chapelle Sixtine est uniquement réservée aux votes, les cardinaux y attendant leur tour de déposer leur bulletin dans l'urne en lisant ou en priant le bréviaire, le choix politique et géopolitique menant à l'élection du pape a lieu dans la Domus Sanctae Marthae, résidence des électeurs durant le conclave.
Après chaque scrutin, les cardinaux communiquent les résultats au reste du monde par l'intermédiaire d'une cheminée, un conduit en cuivre étant spécialement installé sur le toit lors du conclave. Depuis les conclaves du XIXe siècle ayant eu lieu dans la chapelle Pauline du palais du Quirinal, le résultat du vote est annoncé par une fumée noire (vote non concluant) ou blanche (vote concluant). En cas de fumée blanche, le conclave prend fin lorsque le pape a répondu favorablement à la question du cardinal doyen « Acceptez-vous votre élection canonique comme souverain pontife ? » (en latin Acceptasne electionem de te canonice factam in Summum Pontificem ?) puis à « De quel nom voulez-vous être appelé ? » (en latin Quo nomine vis vocari ?, le premier pape à changer de nom étant Jean II au VIe siècle), le pape étant finalement proclamé. Le feu était traditionnellement un feu de paille en ajoutant dans le poêle de la paille humide aux notes et bulletins brûlés pour produire une fumée blanche ou en ajoutant une sorte de goudron pour en produire une noire. Depuis le conclave de 2005, des fumigènes colorants fabriqués par un poêle auxiliaire à injection électronique sont utilisés pour éviter les confusions. Un ventilateur est installé dans la chapelle Sixtine pour ne pas enfumer les cardinaux. De plus, on a décidé cette année-là de faire sonner les cloches de la Basilique Saint-Pierre en accompagnement de la fumée blanche afin d'éviter les hésitations des spectateurs sur la couleur des volutes s’échappant de la cheminée.
Le pape, accompagné du camerlingue et du maître des célébrations liturgiques se retire dans une cellule de trois mètres sur trois attenante à la chapelle, sacristie appelée la « chambre des larmes » car, selon la tradition, le nouveau pontife y éclate en larmes face à la responsabilité de sa tâche. Il y choisit sa soutane blanche parmi les trois modèles de tailles (« small », « medium » ou « large ») confectionnées par les tailleurs de la maison romaine Gammarelli. De retour dans la chapelle Sixtine, le secrétaire du Sacré Collège lui remet sa calotte blanche, le cardinal protodiacre proclame l'évangile de la confession de foi de Pierre et, au chant du Te Deum, les cardinaux s'avancent pour lui rendre hommage et faire acte d'obéissance en s'agenouillant.
Ensuite, le cardinal protodiacre se présente en compagnie du pape au balcon central de la basilique Saint-Pierre, appelé loggia des bénédictions, où il prononce l’Habemus papam. Quelques jours après se déroule l'inauguration du pontificat.

## Les derniers conclaves

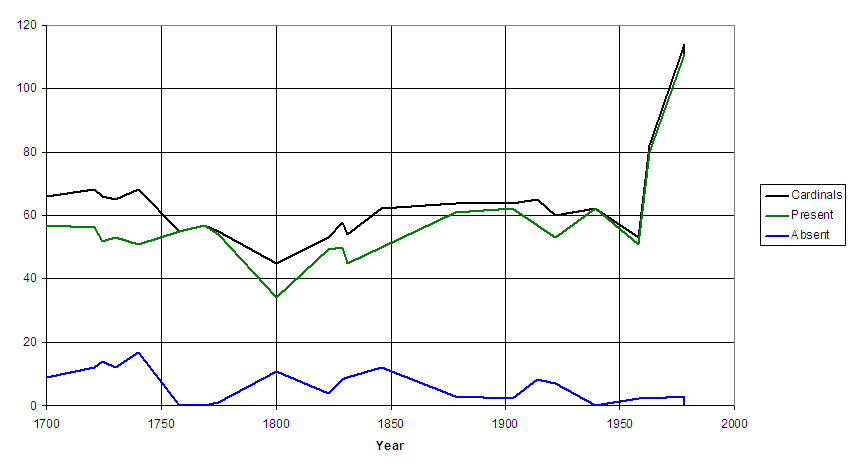
Graphique représentant le nombre de cardinaux présents et absents lors des conclaves depuis 1700

| Fin du conclave   | Pape          | Pays d'origine               | Nombre de jours | Nombre de scrutins |
| ----------------- | ------------- | ---------------------------- | --------------- | ------------------ |
| 23 novembre 1700  | Clément XI    | États pontificaux            | 26              |                    |
| 8 mai 1721        | Innocent XIII | États pontificaux            | 39              | 75                 |
| 29 mai 1724       | Benoît XIII   | Royaume de Naples            | 70              |                    |
| 12 juillet 1730   | Clément XII   | Grand-duché de Toscane       | 130             |                    |
| 17 août 1740      | Benoît XIV    | États pontificaux            | 181             |                    |
| 6 juillet 1758    | Clément XIII  | République de Venise         | 52              |                    |
| 19 mai 1769       | Clément XIV   | États pontificaux            | 93              |                    |
| 15 février 1775   | Pie VI        | États pontificaux            | 134             | 265                |
| 14 mars 1800      | Pie VII       | États pontificaux            | 104             | ?                  |
| 28 septembre 1823 | Léon XII      | États pontificaux            | 26              | ?                  |
| 31 mars 1829      | Pie VIII      | États pontificaux            | 35              | 36                 |
| 2 février 1831    | Grégoire XVI  | République de Venise         | 50              | 83                 |
| 16 juin 1846      | Pie IX        | États pontificaux            | 3               | 4                  |
| 20 février 1878   | Léon XIII     | Empire français              | 2               | 3                  |
| 4 août 1903       | Pie X         | Royaume de Lombardie-Vénétie | 5               | 7                  |
| 3 septembre 1914  | Benoît XV     | Royaume de Sardaigne         | 4               | 10                 |
| 6 février 1922    | Pie XI        | Royaume de Lombardie-Vénétie | 5               | 14                 |
| 2 mars 1939       | Pie XII       | Royaume d'Italie             | 2               | 3                  |
| 28 octobre 1958   | Jean XXIII    | Italie                       | 4               | 11                 |
| 21 juin 1963      | Paul VI       | Italie                       | 3               | 6                  |
| 26 août 1978      | Jean-Paul Ier | Italie                       | 2               | 4                  |
| 16 octobre 1978   | Jean-Paul II  | Pologne                      | 3               | 8                  |
| 19 avril 2005     | Benoît XVI    | Allemagne                    | 2               | 4                  |
| 13 mars 2013      | François      | Argentine                    | 2               | 5                  |
| 8 mai 2025        | Léon XIV      | États-Unis                   | 2               | 4                  |

## Dans les arts et la culture populaire

### Filmographie

#### Cinéma
- 1968 : Les Souliers de saint Pierre de Michael Anderson.
- 2006 : The Conclave de Christoph Schrewe.
- 2009 : Anges et Démons de Ron Howard.
- 2011 : Habemus papam de Nanni Moretti.
- 2016 : Le Pape François de Beda Docampo Feijóo et Eduardo Giana.
- 2019 : Les Deux Papes de Fernando Meirelles.
- 2024 : Conclave de Edward Berger, adaptation du roman éponyme de Robert Harris.

#### Télévision

##### Téléfilm
- 2005 : Pope John Paul II. de John Kent Harrison.

##### Série
- 2011 : The Borgias saison 1 épisode 1 The Poisoned Chalice.

### Littérature

#### Bande dessinée
- 2002 : Le Scorpion Tome 3 La Croix de Pierre.

#### Roman
- 1963 : Les Souliers de saint Pierre de Morris West.
- 2002 : Anges et Démons de Dan Brown.
- 2008 : Espion de Dieu de Juan Gómez-Jurado.
- 2016 : Conclave de Robert Harris.